# Klaus Mühlhoff
Klaus Mühlhoff (* 5. Oktober 1938; † 22. August 2016 in Velbert) war ein deutscher sozialdemokratischer Politiker. Er war von 1984 bis 1989 Bürgermeister der Stadt Velbert.

## Politik
Klaus Mühlhoff war von 1974 bis 1996 Vorsitzender des SPD-Ortsvereins Velbert.
Er war von 1975 bis 2004 Mitglied im Rat der Stadt Velbert. Als Vorsitzender des Bauausschusses Forum Niederberg war er maßgeblich an den Planungen des Veranstaltungsorts beteiligt. Zudem war er von 1984 bis 1989 Bürgermeister der Stadt Velbert. In diese Zeit fiel die damals höchst umstrittene Einrichtung einer Gesamtschule.
Er war 33 Jahre lang Mitglied im Verwaltungsrat der Sparkasse Hilden-Ratingen-Velbert bzw. des Vorgängerinstituts Sparkasse Velbert, davon mehrere Jahre als deren Vorsitzender.
Neben der Tätigkeit in den politischen Gremien in Velbert war Klaus Mühlhoff lange Jahre in der Industriegewerkschaft Metall aktiv – als Mitglied des Ortsvorstandes und als 2. Bevollmächtigter der Verwaltungsstelle.
2009 bekam Klaus Mühlhoff das Bundesverdienstkreuz am Bande überreicht.
| Personendaten    | Personendaten             |
| ---------------- | ------------------------- |
| NAME             | Mühlhoff, Klaus           |
| KURZBESCHREIBUNG | deutscher Politiker (SPD) |
| GEBURTSDATUM     | 5. Oktober 1938           |
| STERBEDATUM      | 22. August 2016           |
| STERBEORT        | Velbert                   |